# Umak
Umak, toć ili sos ↓b1 naziv je za posebno pripremljen i začinjen tekući ili kremasti dodatak jelu. Umaci se ne konzumiraju sami za sebe, već dodaju ili mijenjaju okus, vlagu i sam izgled jela (kontast, tekstura i boja) u koje se dodaju. Najstariji zapisi o pripremi umaka potječu iz Antičke Grčke i Kine iz 3. stoljeća pr. Kr.
Iako su umaci uglavnom tekući, pojedine vrste sadržavaju više krutog nego tekućeg, odnosno pojavljuju se u kremastom obliku. Umaci su neophodno obilježje gastronomskih tradicija svih naroda te pojavljuju u svim kuhinjama svijeta.
Najpoznatiji i najrašireniji umak majoneza, hladni umak napravljen od žumanjca jajeta i ulja. Uz nju je jako raširena konzumacija kečapa, umaka od rajčice, koji se uglavnom konzumira zajedno s pizzom, tjesteninom i brzom hranom. Majoneza i kečap česti su sastojak sendviča.